# Hildur Meijer
Hildur Amanda Emerentia Meijer, född 24 september 1862 i Stockholm, död 7 maj 1929 i Stockholm, var en svensk konstnär och tecknare.
Hon var dotter till xylografen Mauritz Meijer och Carolina Sophia Elisabeth Meijer och brorsdotter till Axel Meijer. Hon studerade vid Konstakademien i Stockholm 1881–1888 och var efter studierna verksam som tecknare vid Söndags-Nisse.